# 트레이더스 홀세일 클럽
트레이더스 홀세일 클럽(영어: Traders Wholesale Club, 과거에는 이마트 트레이더스(E-mart Traders))은 주식회사 이마트가 2010년 11월 26일에 경기도 용인시에 1호점을 오픈한 대한민국의 창고형 매장 체인이다. 본래는 회원제 매장이 아니었지만 2023년에 부분적으로 유료회원 제도가 도입된다. 누구나 쇼핑할 수 있는 열린 창고형 매장 제도를 유지하되 유료회원제 도입과 함께 2022년 10월 4일에 이마트 트레이더스에서 트레이더스 홀세일 클럽으로 사명이 변경되었다. 트레이더스 클럽 회원가 서비스를 제외한 전체 회원제 혜택은 2023년 1월 1일에 서비스가 시작되었다.

## 점포
| 광역 자치  | 기초 자치 | 점포명               | 전문점입점                       | 점포형태    |
| ---------- | --------- | -------------------- | -------------------------------- | ----------- |
| 서울특별시 | 노원구    | 월계점               | 일렉트로마트, 토이킹덤           | 이마트타운  |
| 서울특별시 | 강서구    | 마곡점               |                                  | 단독        |
| 부산광역시 | 연제구    | 연산점               |                                  | 단독        |
| 부산광역시 | 부산진구  | 서면점               |                                  | 단독        |
| 부산광역시 | 강서구    | 스타필드 시티 명지점 |                                  | 스타필드    |
| 대구광역시 | 서구      | 비산점               |                                  | 단독        |
| 인천광역시 | 동구      | 송림점               |                                  | 단독        |
| 인천광역시 | 남동구    | 구월점               |                                  | 단독        |
| 대전광역시 | 서구      | 월평점               |                                  | 단독        |
| 경기도     | 수원시    | 수원점               | 노브랜드                         | 단독        |
| 경기도     | 수원시    | 수원화서점           | 일렉트로마트, 토이킹덤, 노브랜드 | 스타필드    |
| 경기도     | 부천시    | 스타필드시티 부천점  | 노브랜드                         | 스타필드    |
| 경기도     | 안산시    | 안산점               |                                  | 단독        |
| 경기도     | 고양시    | 스타필드 고양점      | 일렉트로마트, 토이킹덤, 노브랜드 | 스타필드    |
| 경기도     | 고양시    | 킨텍스점             | 일렉트로마트, 노브랜드           | 이마트 타운 |
| 경기도     | 하남시    | 스타필드 하남점      | 일렉트로마트, 토이킹덤, 노브랜드 | 스타필드    |
| 경기도     | 하남시    | 스타필드시티 위례점  | 노브랜드                         | 스타필드    |
| 경기도     | 용인시    | 구성점               | 노브랜드                         | 단독        |
| 경기도     | 화성시    | 동탄점               |                                  | 단독        |
| 경기도     | 안성시    | 스타필드 안성점      | 일렉트로마트, 토이킹덤, 노브랜드 | 스타필드    |
| 경기도     | 김포시    | 김포점               | 노브랜드                         | 단독        |
| 경기도     | 군포시    | 군포점               | 노브랜드                         | 단독        |
| 충청남도   | 아산시    | 천안아산점           |                                  | 단독        |
| 경상남도   | 양산시    | 양산점               |                                  | 단독        |

## 사진

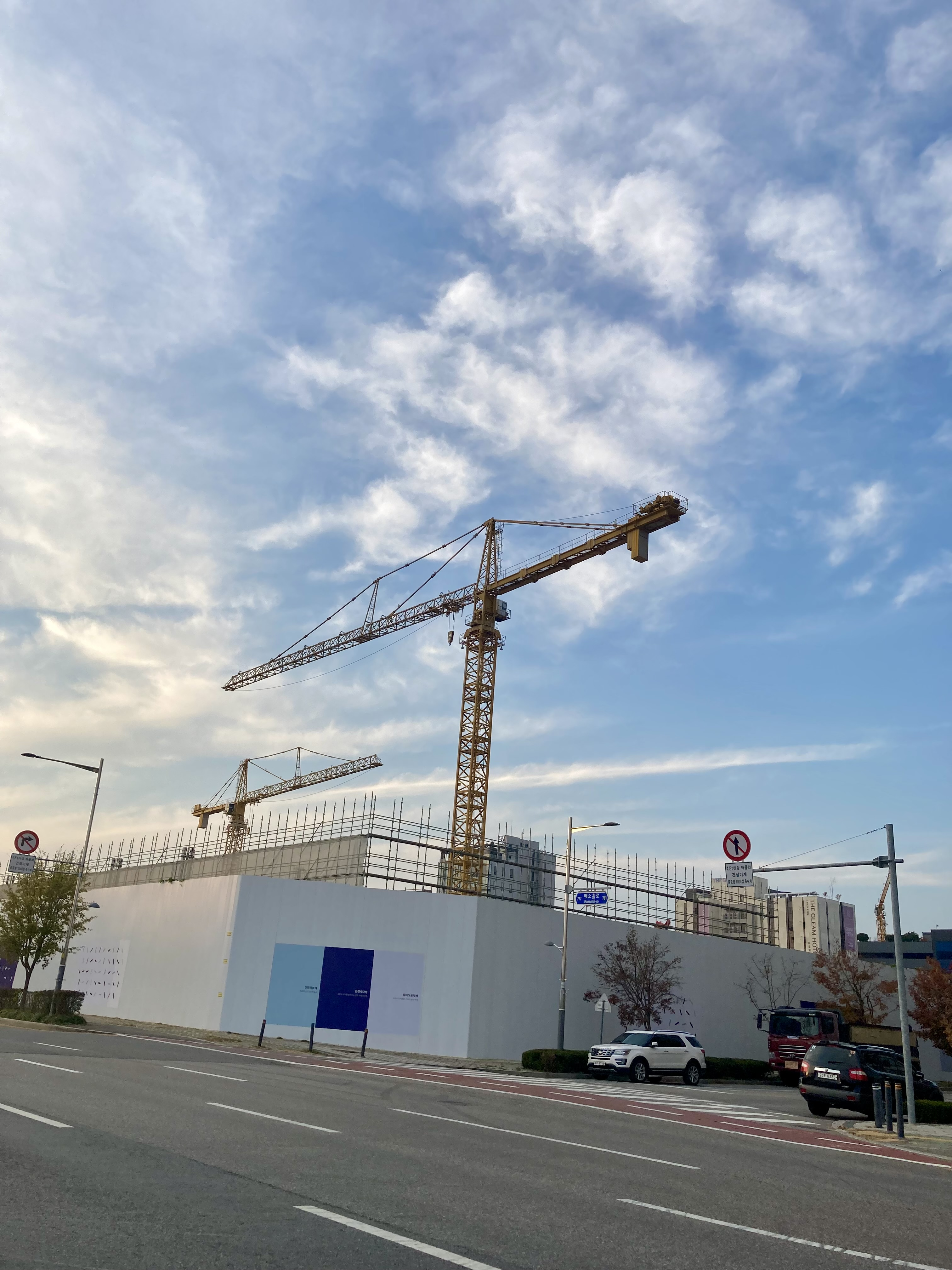
트레이더스 구월점(남동구 구월동, 2024년 건설중)